# Charles Verax
Pour les articles homonymes, voir Verax.
Charles Verax, né à Paris le 28 février 1873 et mort en 1943, connu sous le pseudonyme de Karlo Verks, est un photographe et espérantiste français, spécialiste de terminologie scientifique.

## Biographie
Charles Verax nait le 28 février 1873 à Paris. Il apprend l’espéranto en 1902, dirige à partir de 1911 la Commission de la langue technique du Ligva Komitato ; il est le directeur de la section des vocabulaires scientifiques et techniques de l'Académie d'espéranto. 
Il est employé de la société cinématographique Gaumont ; il reçoit en 1900 une médaille de bronze lors de l'exposition universelle à Paris ; il fonde et dirige avec Charles Mendel la revue en esperanto Foto-revuo internacia : monata revuo kun ilustraĵoj qui connaît neuf numéros d'octobre 1906 à juin 1907.
Verax joue un rôle important dans le développement et l'utilisation de l'espéranto dans la science et la technique. Le dictionnaire encyclopédique Enciklopedia Vortareto esperanta qu'il publie en 1910 compte 20 000 entrées et comporte des nomenclatures en botanique, chimie, géologie et zoologie ; il dirige plusieurs revues scientifiques dans cette langue : Internacia Revuo Medicina ; Scienca Gazato (1912-1914) ; Internacia Scienca Revuo (1904-1923).

## Publications
- (eo) Elementa fotografa optiko: originale verkita en Esperanto, Presa Esperantista Societo, 1906.
- Vocabulaire français-esperanto technologique des termes les plus employés en photographie et dans ses rapports avec la chimie, la physique et la mécanique, Paris, C. Mendel, 1907 (collection : Bibliothèque générale de photographie), 44 p.
- Vocabulaire technique et technologique français-espéranto, Paris, Hachette, 1907, XII-130 p.
- (eo) Enciklopedia Vortareto esperanta, kun klarigoj en esperanto kaj franca traduko [« Petit dictionnaire encyclopédique de l’espéranto. Avec des explications en espéranto et des équivalences françaises »], Paris, Hachette, 1910, XX-249 p..
- « Propono por Terminologiaj Fundamentaj Principoj por la scienca lingvo en Esperanto », Oficiala Gazeto Esperantista, no 4,‎ 1911, p. 377-382.